# Cabina secondaria

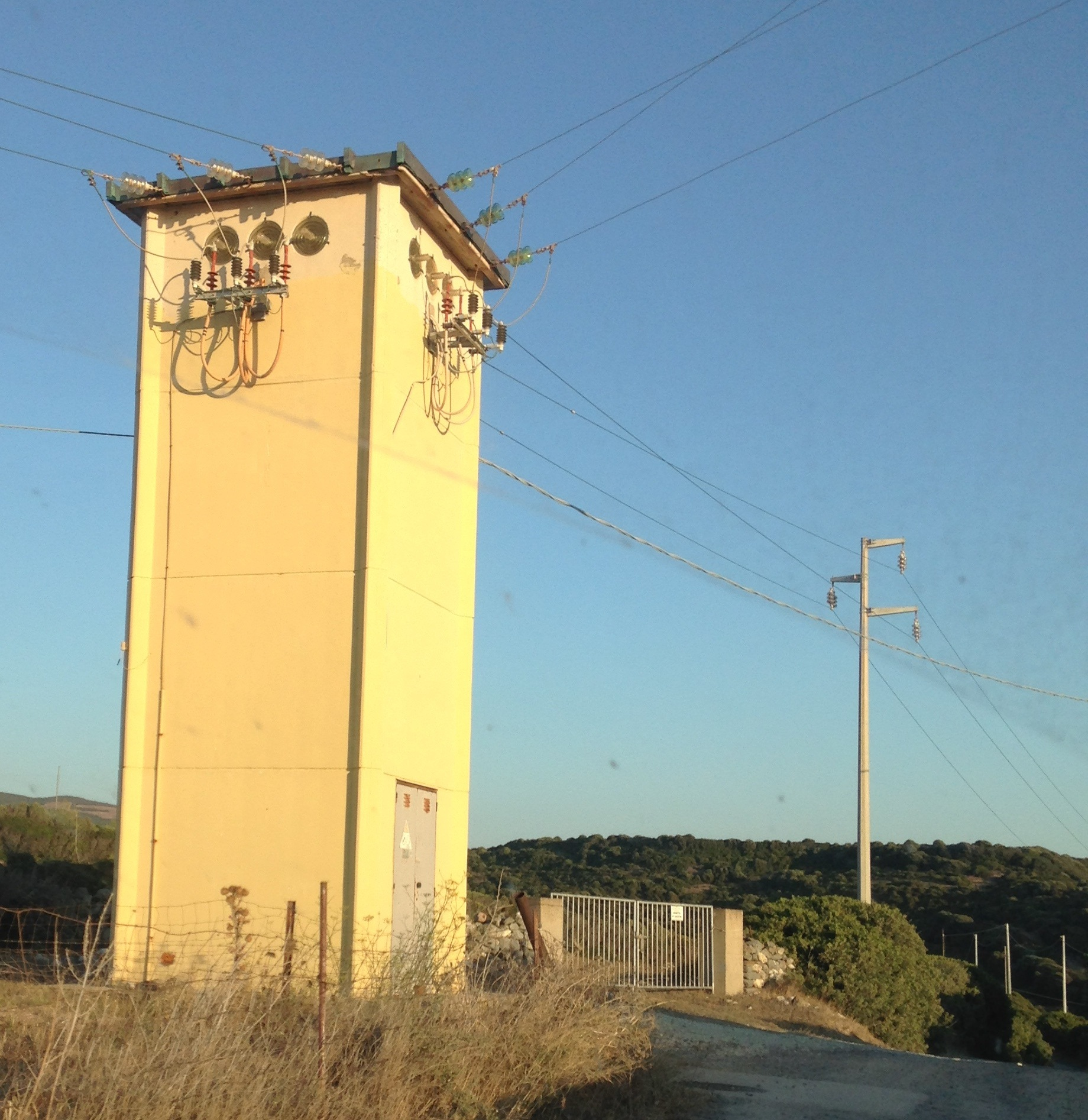
Cabina a torretta

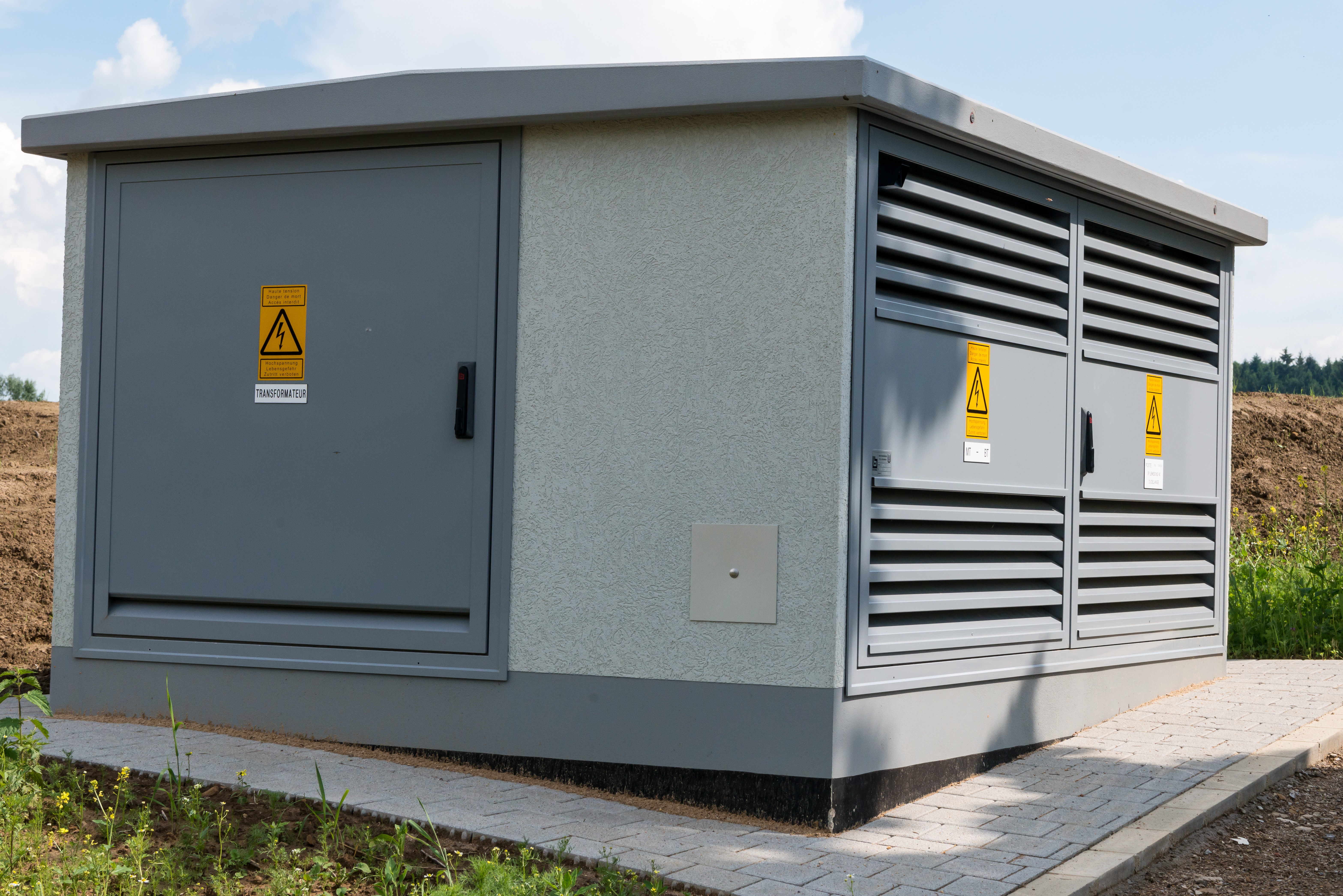
Cabina a box

Una cabina secondaria è un impianto elettrico di trasformazione dell'energia elettrica da media tensione (MT) a bassa tensione (BT).

## Caratteristiche

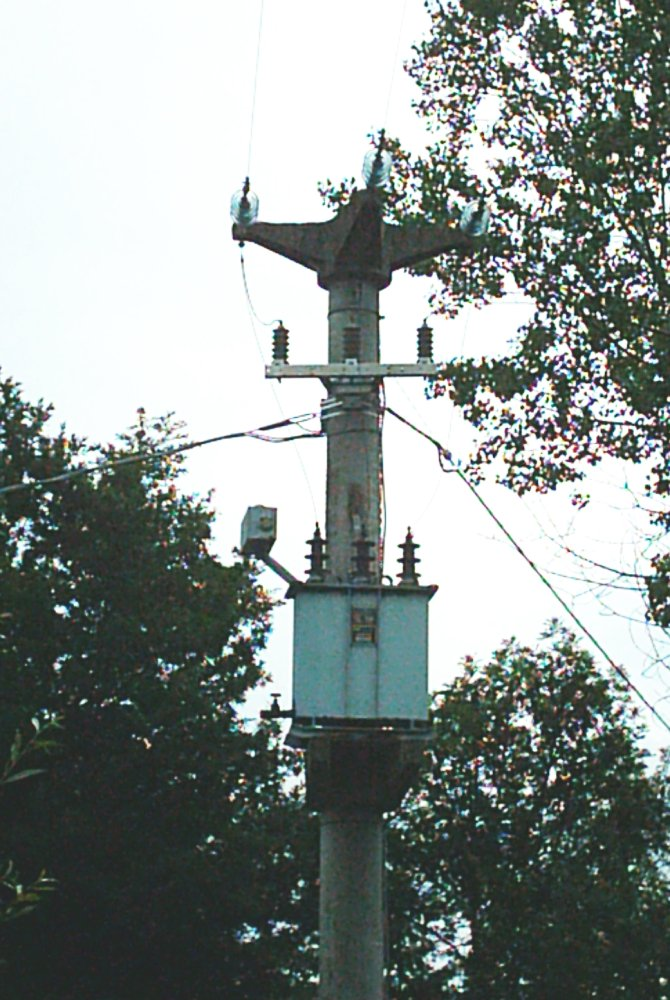
Trasformatore di media tensione su palo in una zona rurale

Le cabine secondarie MT/BT si distinguono in due tipi: a torretta (standard del passato) utilizzate in caso di linee elettriche in ingresso MT in conduttore nudo e a box (standard attuale) con linee elettriche in ingresso MT in cavo interrato.
I trasformatori possono anche essere sopraelevati o montati su palo.
Le cabine secondarie sono equipaggiate con diversi tipi di trasformatori, le cui taglie normalmente utilizzate sono comprese tra i 100kVA e i 630kVA, sono isolati ad olio ed utilizzano un sistema di raffreddamento ONAN (Olio Naturale Aria Naturale). Per potenze superiori o nei luoghi dove lo sversamento dell'olio potrebbe provocare ingenti danni ambientali (es. nelle riserve naturali) si utilizzano trasformatori con isolamento solido (plastica, resina, ecc).
In ogni cabina secondaria sono presenti interruttori con i quali è possibile gestire le rete e organizzare la manutenzione delle stesse cabine. Gli interruttori sono posti a monte e valle del trasformatore; gli interruttori a monte interrompono la media tensione, mentre gli interruttori a valle agiscono sulla bassa tensione.